# Jacob Corsino
Corsono Carsono o Jacob Corsino fue un astrónomo español del siglo XIV.

## Carrera
El Rey Pedro IV de Aragón le encargó traducir del catalán al hebreo las tablas astronómicas conocidas después como Las Tablas de Don Pedro, que, por orden de Don Pedro, habían sido iniciadas por Maestre Pedro Gilbert y finalizadas por el alumno de Gilbert, Dalmacio de Planes. Alrededor de 1376, Corsino escribió en Sevilla un tratado en árabe sobre el astrolabio, traducido al hebreo en Barcelona en 1378.